# David Young (kytarista)
David Justin Young (2. května 1949 Londýn, Anglie – 31. srpna 2022 Anglie) byl britský kytarista, baskytarista, hudební producent, skladatel a zvukový inženýr. Začínal v sedmdesátých letech, v té době se coby zvukař účastnil například velkého turné zpěváka Davida Bowieho, při němž měl mj. za úkol každý den zprovoznit rozsáhlou zvukovou aparaturu. Později pracoval v nahrávacích studiích jako asistent, případně samostatný zvukař. V osmdesátých letech byl členem doprovodné skupiny hudebníka Johna Calea, s nímž rovněž pracoval na několika studiových projektech jako zvukař (Nico, Happy Mondays). Poté 35 let spolupracoval s německou kapelou Element of Crime, s níž nahrál čtrnáct studiových alb, zpočátku jako zvukař, poté producent, následně hostující kytarista a nakonec jako plnohodnotný člen kapely na pozici baskytaristy. Element of Crime opustil několik měsíců před svou smrtí ve věku 73 let. Rovněž produkoval nahrávky kapel jako M. Walking on the Water, The Wildfires a Les Maries.

## Raná kariéra
Narodil se v Londýně a studoval filozofii. Uvedl, že přestože v mládí poslouchal hodně vážné hudby, nejbližší mu byla americká populární hudba (americana, jazz, country, rhythm and blues). V sedmdesátých letech žil v Mnichově, později v Los Angeles, a nakonec se usadil v New Yorku. V roce 1974 se jako jeden ze tří zvukařů účastnil severoamerického turné zpěváka Davida Bowieho k albu Diamond Dogs. Měl za úkol před každým koncertem zprovoznit velký systém ozvučení velkých stadionů pro dvacet tisíc lidí. Jako koncertní zvukař dále pracoval například s jazzovým klavíristou Dukem Ellingtonem.
Na přelomu sedmdesátých a osmdesátých let byl kytaristou newyorské kapely The Leisure Units, v níž dále hráli Mike McClintock, Aly Sujo, Robin Eaton a Paul „Skip“ Reed (bicí). Skupina předskakovala například Johnu Caleovi, The B-52's, Squeeze a Téléphone. Primárně však v New Yorku pracoval jako zvukař ve studiích.

## Kapela Johna Calea

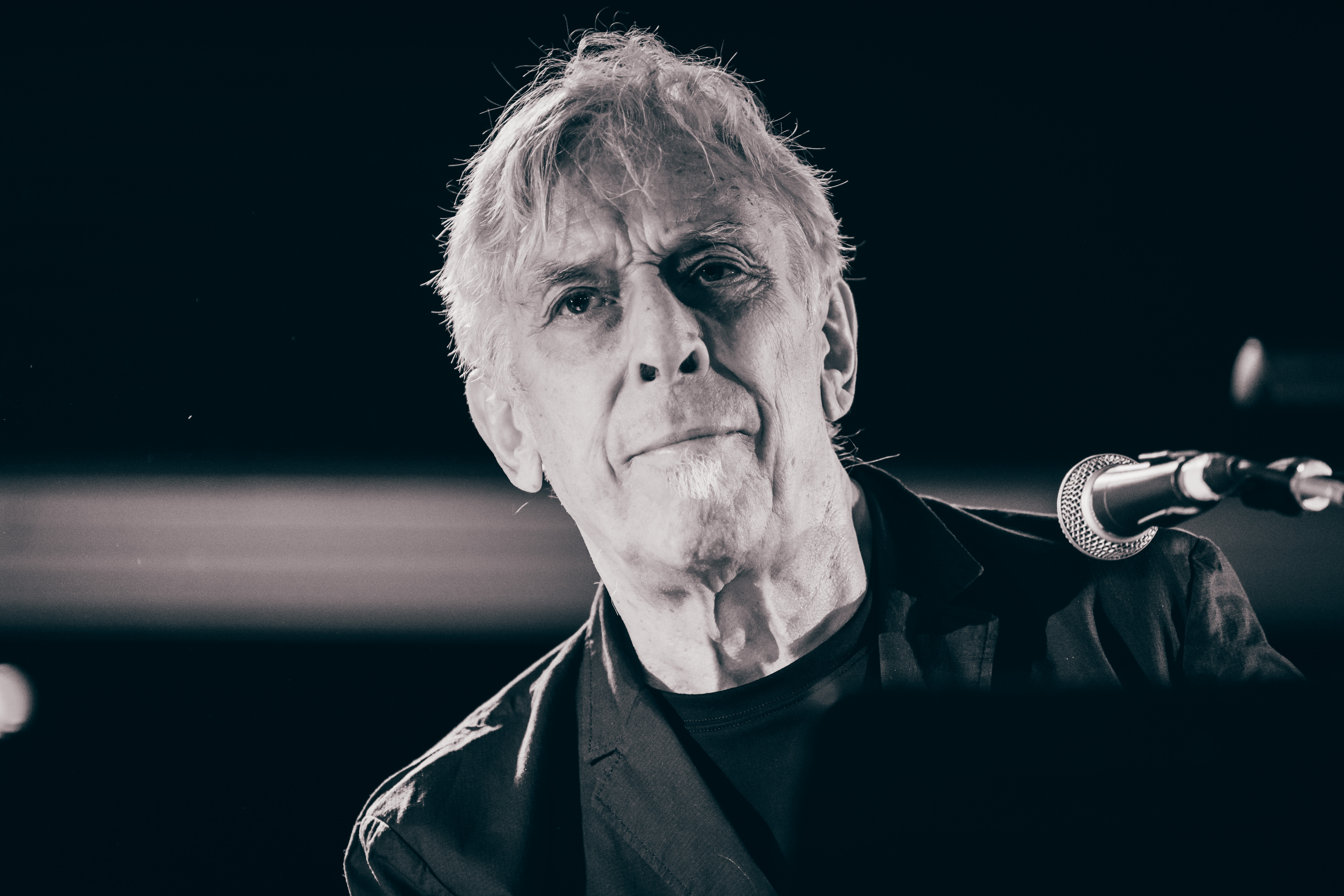
John Cale, s nímž David Young několik let úzce spolupracoval

V roce 1982 pracoval jako asistent zvukového inženýra na albu Music for a New Society hudebníka Johna Calea, v menší míře na albu rovněž hrál na kytaru. Následně se stal stálým kytaristou v Caleově kapele, hrál na kytaru na celém následujícím albu Caribbean Sunset (1984), na němž je u pěti písní uveden coby spoluautor („Hungry for Love“, „Model Beirut Recital“, „Praetorian Underground“, „Magazines“ a „The Hunt“). Absolvoval s ním několik turné, přičemž jeden koncert zaznamenala německá televize WDR v rámci pořadu Rockpalast. Záznam vyšel v roce 2010 na DVD Live at Rockpalast. Hraje také na koncertním albu Comes Alive (1984). V roce 1983 byl Young asistentem zvukaře (hlavním zvukařem byl Caleův bubeník David Lichtenstein) na singlu So Afraid of the Russians / Unknown Soldier kapely Made for TV v Caleově produkci.
V únoru 1985 došlo těsně před odletem na koncert do Madridu k hádce mezi Calem a baskytaristou Andrewem Heermansem, načež Heermans kapelu opustil. Při prvních koncertech se tedy bez předchozí přípravy baskytary ujal Caleův kamarád Ollie Halsall, který žil v Barceloně, následně Cale navrhl, aby si nástroje vyměnili – od té doby byl Young Caleovým baskytaristou a Halsall kytaristou. Na Caleově albu Artificial Intelligence, vydaném v září 1985, hraje Young na kytaru, je spoluautorem dvou písní („Everytime the Dogs Bark“ a „Vigilante Lover“) a asistentem produkce. Ve stejné době rovněž pracoval, jen jako zvukař, na albu Camera Obscura zpěvačky Nico, které Cale produkoval. Tou dobou se Young kvůli nemoci své matky usadil v Londýně a působil na tamní studiové scéně coby zvukový inženýr, aktivního hraní na čas zanechal.
S koncem roku 1985 Caleovu kapelu opustil, nadále s ním však pracoval na studiových projektech. Jedním z nich bylo první album anglické kapely Happy Mondays, nahrané koncem roku 1986 a vydané v dubnu 1987 pod názvem Squirrel and G-Man Twenty Four Hour Party People Plastic Face Carnt Smile (White Out). Cale byl jeho producentem, Young na něm pracoval coby zvukař, ve skutečnosti však odvedl více práce. U dvou písní – „24 Hour Party People“ a „Wah Wah (Think Tank)“ – je uveden jako producent. Jako zvukař, kytarista a baskytarista se podílel na Caleově albu Wrong Way Up (1990). K poslední spolupráci Younga s Calem došlo v roce 1996 na albu In Paradisu korsické skupiny Les Nouvelles Polyphonies Corses, na kterém Young pracoval jako zvukař a produkoval čtrnáct z celkových dvaceti písní (zbylé produkoval Cale).

## Element of Crime
V roce 1987 John Cale v Londýně produkoval album Try to be Mensch německé kapely Element of Crime opět s Youngem coby zvukařem. Přestože velké jméno producenta vyneslo kapele značnou publicitu, velkou část práce zastal sám Young. Young rovněž pomáhal frontmanovi Svenu Regenerovi s gramatikou anglických textů (německy začal zpívat až později). Album Try to be Mensch bylo počátkem pětatřicetileté, doživotní spolupráce Davida Younga se skupinou Element of Crime. Své další album, nazvané Freedom, Love & Happiness (1988), kapela nahrála v New Yorku, tentokrát s Youngem coby regulérním producentem. Stejnou roli sehrál na následujících albech The Ballad of Jimmy & Johnny (1989), Crime Pays (1990), Damals hinterm Mond (1991; první album nazpívané v němčině) a Weißes Papier (1993). Do několika písní na těchto albech rovněž přispěl hrou na kytaru. V roce 1993, při turné k albu Weißes Papier, začal se skupinou hrát i při koncertech, a sice jako druhý kytarista – prvním byl Jakob Ilja Friderichs. Dále s kapelou nahrál všechny její další desky až do své smrti, tedy An einem Sonntag im Apri (1994), Die schönen Rosen (1996), Psycho (1999), Romantik (2001), Mittelpunkt der Welt (2005), Immer da wo du bist bin ich nie (2009), Lieblingsfarben und Tiere (2014) a Schafe, Monster und Mäuse (2018). Roku 1996 hrál na kytaru na sólovém albu The Fear of a Singer baskytaristy Element of Crime Paula Lukase, který kapelu v předchozím roce opustil.
Když z Element of Crime v roce 2002 odešel baskytarista Christian Hartje, Young ihned navrhl, že se vzdá kytary (byl druhým kytaristou) a převezme baskytaru. S Element of Crime hrál po vyzkoušení několika nevyhovujících nástrojů na baskytaru značky The Bass Gallery, vyrobenou exkluzivně pro něj Martinem Petersenem z Londýna. V posledních letech při koncertech kapely hrál vsedě. V červnu 2022 z kapely Element of Crime odešel a nahradil jej Markus Runzheimer. Ten jej zastupoval již při koncertech v roce 2021, kdy Young nemohl kvůli omezením v souvislosti s pandemií covidu-19 vstoupit do Německa. Kapela po jeho odchodu a smrti pracovala na novém albu, vydaném v dubnu 2023 pod názvem Morgens um vier. Jde o první album kapely od jejího debutu z roku 1986, které nahráli bez Younga. Regener v souvislosti s tím řekl, že jim Young při práci na albu chyběl, ale nevěří, že by jeho absence měla vliv na kvalitu hudby.

## Ostatní projekty

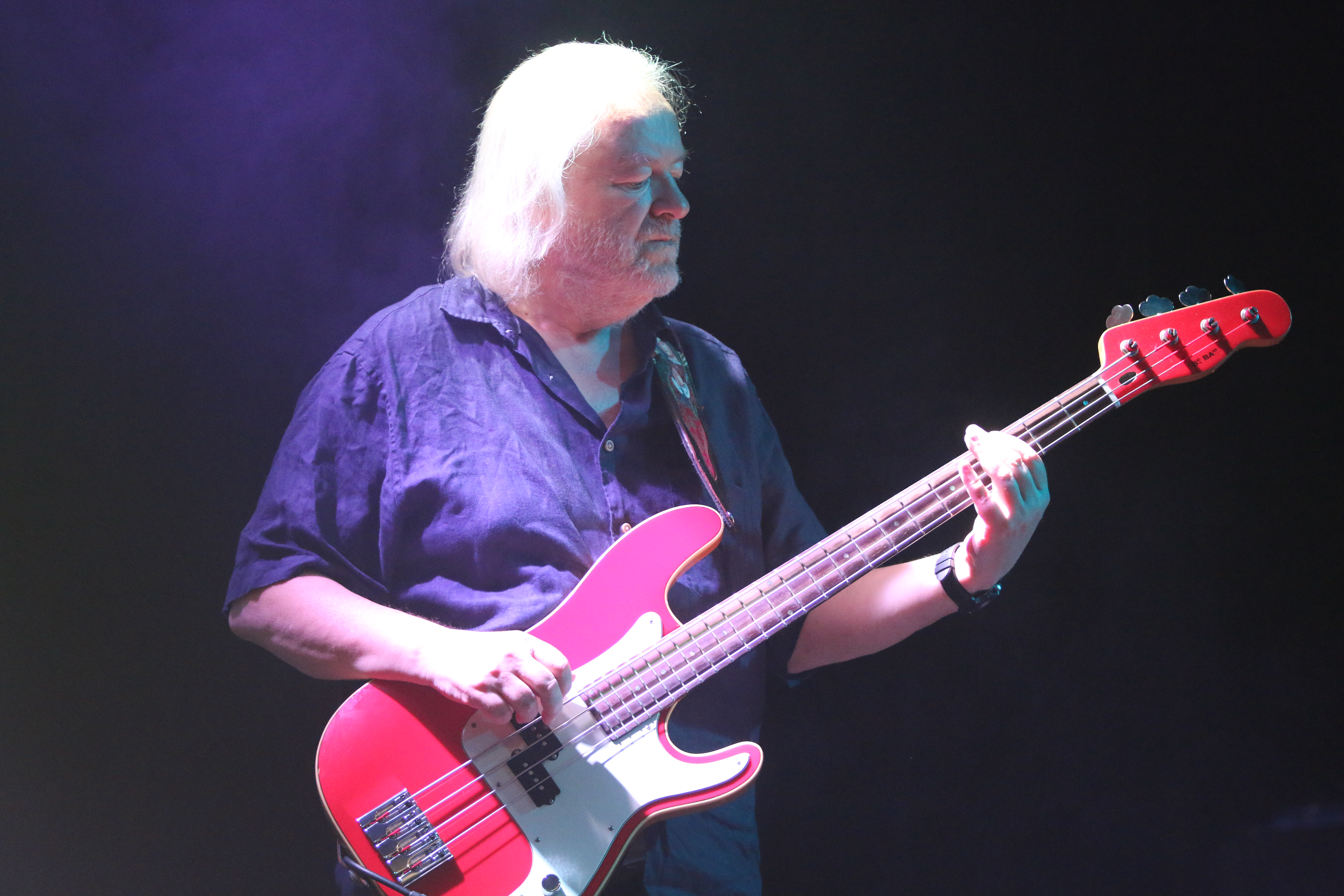
David Young při koncertu kapely Element of Crime ve Freiburg im Breisgau, 23. července 2016

Ve druhé polovině osmdesátých let pracoval v londýnském nahrávacím studiu Fire House, kde vznikla alba Happy Mondays i Try to be Mensch od Element of Crime. V roce 1987 zde Young produkoval eponymní album kapely The Cucumbers. Později v Německu pracoval s několika dalšími skupinami. Produkoval například dvě alba kapely M. Walking on the Water, Wood (1991) a La Louisianne (1995). Roku 1993 se podílel na produkci desky Suck Success skupiny Run Run Vanguard. Také provedl mastering alb kapely Das Holz, která produkoval Sven Regener. Ten rovněž hostoval na albu zpěváka Alexandera Veljanova, které naopak produkoval Young. Roku 2013 produkoval první album britsko-amerického dua (aktivního v Německu) The Wildfires s názvem One. V letech 2014 a 2016 produkoval první dvě desky dua Les Maries, Wie weit ist weit weg (2014) a Goldene Flaute (2016), a na třetí Wir brauchen heute nicht mehr rauszugehen (2020), kterou již neprodukoval, hrál na baskytaru.
Také pracoval ze zahraničními skupinami, například se španělskou Dogo y Los Mercenarios, které pomáhal mixovat desku Mala reputación. V roce 1990 pracoval se španělskou kapelou Los Comotoras na jejím třetím, nikdy nevydaném albu. Rovněž mixoval alba Sol y rabia (1993), Nunca es tarde… si la dicha es buena (1994) a ¿Y ahora qué? (2000) další španělské skupiny, Reincidentes.

## Smrt
Zemřel v blíže nespecifikované nemocnici v Anglii ve věku 73 let. Příčina úmrtí nebyla v té době zveřejněna, až po několika měsících členové kapely řekli, že měl Young problémy s plícemi, ale bezprostřední příčinou úmrtí byl covid-19. Členové Element of Crime několik dnů po jeho smrti uvedli, že ačkoliv věděli o jeho dlouhodobé těžké nemoci, na jeho smrt nebyli připraveni. Dále jej kapela v prohlášení označila za „spolubojovníka, kolegu, učitele, přítele a bratra.“ Young patřil k nejdéle sloužícím členům kapely.

## Diskografie
| Rok  | Album                                                                                 | Interpret                        | Příspěvek                                             |
| ---- | ------------------------------------------------------------------------------------- | -------------------------------- | ----------------------------------------------------- |
| 1981 | Susto                                                                                 | Masabumi Kikuchi                 | technik                                               |
| 1981 | Brainchild                                                                            | Clive Stevens                    | technik                                               |
| 1982 | Music for a New Society                                                               | John Cale                        | asistent zvukového inženýra, kytara                   |
| 1982 | One-Way Traveller                                                                     | Masabumi Kikuchi                 | technik                                               |
| 1983 | So Afraid of the Russians / Unknown Soldier (singl)                                   | Made for TV                      | asistent zvukového inženýra                           |
| 1983 | Hand of Kindness                                                                      | Richard Thompson                 | asistent zvukového inženýra                           |
| 1983 | Sweet and Slow                                                                        | Maria Muldaur                    | asistent zvukového inženýra                           |
| 1984 | Caribbean Sunset                                                                      | John Cale                        | kytara, doprovodné vokály                             |
| 1984 | John Cale Comes Alive                                                                 | John Cale                        | kytara, doprovodné vokály, zvukový inženýr            |
| 1984 | Falling in Love Again                                                                 | Davitt Sigerson                  | kytara                                                |
| 1984 | French Toast                                                                          | French Toast                     | zvukový inženýr                                       |
| 1984 | All of You                                                                            | Lillo Thomas                     | asistent zvukového inženýra                           |
| 1984 | Islands                                                                               | Scott Cossu                      | asistent zvukového inženýra                           |
| 1985 | Camera Obscura                                                                        | Nico                             | zvukový inženýr                                       |
| 1985 | Artificial Intelligence                                                               | John Cale                        | spoluproducent, kytara                                |
| 1985 | Resistance                                                                            | Burning Spear                    | asistent zvukového inženýra                           |
| 1985 | Skin Dive                                                                             | Michael Franks                   | asistent zvukového inženýra                           |
| 1986 | Seven Windows                                                                         | Seven Windows                    | asistent zvukového inženýra                           |
| 1987 | Try to be Mensch                                                                      | Element of Crime                 | zvukový inženýr                                       |
| 1987 | Squirrel and G-Man Twenty Four Hour Party People Plastic Face Carnt Smile (White Out) | Happy Mondays                    | zvukový inženýr, producent                            |
| 1987 | The Cucumbers                                                                         | The Cucumbers                    | producent, zvukový inženýr                            |
| 1987 | A Shot in the Dark                                                                    | The Uptown Horn Band             | asistent zvukového inženýra                           |
| 1988 | Freedom, Love & Happiness                                                             | Element of Crime                 | producent, zvukový inženýr, kytara                    |
| 1988 | Some Funny Nightmares                                                                 | Shiny Gnomes                     | remix                                                 |
| 1989 | Fivehead                                                                              | Shiny Gnomes                     | producent, zvukový inženýr, kytara                    |
| 1989 | Un Chien Andaluz                                                                      | Claustrofobia                    | zvukový inženýr                                       |
| 1989 | The Ballad of Jimmy & Johnny                                                          | Element of Crime                 | producent, zvukový inženýr, kytara                    |
| 1989 | Heart of Uncle                                                                        | 3 Mustaphas 3                    | producent, zvukový inženýr                            |
| 1990 | Wrong Way Up                                                                          | John Cale a Brian Eno            | zvukový inženýr, kytara, baskytara                    |
| 1990 | Soup of the Century                                                                   | 3 Mustaphas 3                    | zvukový inženýr                                       |
| 1990 | Crime Pays                                                                            | Element of Crime                 | zvukový inženýr                                       |
| 1991 | Parachokes                                                                            | Parachokes                       | mixing                                                |
| 1991 | Rikka                                                                                 | Rinken Band                      | zvukový inženýr, mixing, mastering                    |
| 1991 | Wood                                                                                  | M. Walking on the Water          | producent                                             |
| 1991 | Happy                                                                                 | Blackgirls                       | zvukový inženýr                                       |
| 1991 | Damals Hinterm Mond                                                                   | Element of Crime                 | producent, zvukový inženýr, mixing, kytara            |
| 1991 | Inoxidable                                                                            | Tabletom                         | mixing                                                |
| 1991 | Mala reputación                                                                       | Dogo y Los Mercenarios           | mixing                                                |
| 1993 | Weißes Papier                                                                         | Element of Crime                 | producent, zvukový inženýr, kytara                    |
| 1993 | Sol y rabia                                                                           | Run Run Vanguard                 | produkce                                              |
| 1993 | Suck Success                                                                          | Reincidentes                     | mixing                                                |
| 1994 | Nunca es tarde… si la dicha es buena                                                  | Reincidentes                     | mixing                                                |
| 1994 | Jews with Horns                                                                       | The Klezmatics                   | mastering                                             |
| 1994 | An Einem Sonntag Im April                                                             | Element of Crime                 | producent, zvukový inženýr, kytara                    |
| 1994 | Strictly Worldwide X3                                                                 | různí interpreti                 | mastering                                             |
| 1995 | Strictly Worldwide X4                                                                 | různí interpreti                 | mastering                                             |
| 1995 | La Louisianne                                                                         | M. Walking on the Water          | producent, zvukový inženýr, mixing                    |
| 1995 | Is Life for Real                                                                      | Love Sister Hope                 | mastering                                             |
| 1995 | Das Holz                                                                              | Das Holz                         | mastering                                             |
| 1995 | Die Schönen Rosen                                                                     | Element of Crime                 | producent, mixing                                     |
| 1996 | In Paradisu                                                                           | Les Nouvelles Polyphonies Corses | producent, zvukový inženýr                            |
| 1996 | The Fear of a Singer                                                                  | Paul Lukas                       | kytara                                                |
| 1996 | Crusaders – In Nomine Domini                                                          | Estampie                         | producent, zvukový inženýr, mixing, mastering         |
| 1996 | Foppt den Dämon!                                                                      | Subway to Sally                  | mastering                                             |
| 1997 | Velouria                                                                              | Das Holz                         | mastering                                             |
| 1998 | Secrets of the Silver Tongue                                                          | Alexander Veljanov               | producent, zvukový inženýr, mastering, kytara         |
| 1999 | Psycho                                                                                | Element of Crime                 | producent, mixing, kytara                             |
| 2000 | ¿Y ahora qué?                                                                         | Reincidentes                     | mixing                                                |
| 2001 | Romantik                                                                              | Element of Crime                 | producent, zvukový inženýr, mixing, mastering, kytara |
| 2001 | The Sweet Life                                                                        | Alexander Veljanov               | producent, zvukový inženýr, mixing, kytara, klávesy   |
| 2002 | Fin Amor                                                                              | Estampie                         | producent, zvukový inženýr                            |
| 2005 | Mittelpunkt der Welt                                                                  | Element of Crime                 | producent, baskytara, perkuse                         |
| 2006 | Soft Rock                                                                             | Justine Electra                  | producent                                             |
| 2009 | Immer da wo du bist bin ich nie                                                       | Element of Crime                 | producent, mixing, baskytara, kytara, ukulele         |
| 2010 | Live at Rockpalast                                                                    | John Cale                        | kytara, doprovodné vokály                             |
| 2013 | One                                                                                   | The Wildfires                    | producent, zvukový inženýr, mixing, mandolína         |
| 2014 | Lieblingsfarben und Tiere                                                             | Element of Crime                 | producent, baskytara, kytara                          |
| 2014 | Wie weit ist weit weg                                                                 | Les Maries                       | producent, baskytara                                  |
| 2016 | Goldene Flaute                                                                        | Les Maries                       | producent, baskytara                                  |
| 2018 | Schafe, Monster und Mäuse                                                             | Element of Crime                 | baskytara                                             |
| 2019 | Live Im Tempodrom                                                                     | Element of Crime                 | producent, baskytara                                  |
| 2020 | Wir brauchen heute nicht mehr rauszugehen                                             | Les Maries                       | baskytara                                             |